# Hugo Stinnes GmbH
Die Hugo Stinnes GmbH war ein von Hugo Stinnes gegründetes deutsches Handelsunternehmen mit Sitz in Mülheim an der Ruhr. Das Unternehmen ist nicht zu verwechseln mit dem heute noch bestehenden Logistikkonzern Stinnes AG, der sich nur noch auf denselben Namensgeber bezieht.

## Unternehmensgeschichte
Die Hugo Stinnes GmbH wurde 1892 als Einzelunternehmen gegründet und 1903 in eine GmbH umgewandelt. Hugo Stinnes machte sich damit im Kohlenhandel selbstständig. Das Unternehmen entwickelte sich schnell zu einem weltweit verzweigten Handels- und Schifffahrtskonzern und bildete neben der Deutsch-Luxemburgische Bergwerks- und Hütten-AG und dem RWE den Kern des unternehmerischen Wirkens von Stinnes. 60 Unternehmen wurden über die Hugo Stinnes GmbH kontrolliert. Wichtige deutsche Niederlassungen waren in Straßburg, Mannheim, Berlin und Harburg, wesentliche Auslandsstützpunkte waren in Großbritannien, Dänemark, Schweden, Russland, Italien, Schweiz und den USA. Neben den traditionellen Feldern Stinnes’scher Aktivitäten, wie Binnenschifffahrt und Kohlehandel engagierte er sich im Bergbau, in Stahl- und Walzwerken, in der Holzwirtschaft, in der chemischen Industrie, bei Brauereien, im Druck- und Verlagswesen und in der Filmwirtschaft, bei Hotels und der Deutschen Allgemeinen Zeitung. Er kontrollierte Banken und Versicherungsunternehmen. Letztlich gehörten 1535 Unternehmen mit 2888 Betrieben zum Stinnes-Konzern.
Nach dem Tod von Stinnes 1924 geriet das Unternehmen schnell in Schieflage und wurde 1925 zahlungsunfähig. Die Familie Stinnes sah sich gezwungen, amerikanisches Kapital aufzunehmen, das sie 1926 zwang, sämtliches Vermögen in dem Unternehmen Hugo Stinnes Corporation in Baltimore zu bündeln und die noch verbliebenen Aktivitäten darin fortzuführen.
1942 wurde der amerikanische Zweig als Feindvermögen beschlagnahmt, das Unternehmen beschränkte sich fortan auf Deutschland. Die Hugo Stinnes Corporation wurde versteigert und als Hugo Stinnes Industrie Inc. in New York fortgeführt, bis sie 1954 wieder mit der Hugo Stinnes GmbH fusionierte und ab 1957 durch den Erwerb eines Bankenkonsortiums mit einer Beteiligung von 75 % durch die Kreditanstalt für Wiederaufbau mehrheitlich in deutschen Besitz zurückkehrte.
Hugo Stinnes jr. blieb jedoch aufgrund amerikanischer Auflagen aus der Leitung der amerikanischen Gesellschaft ausgeschlossen. Er hatte den deutschen Zweig des Konzerns unter dem ältesten Unternehmensnamen Hugo Stinnes OHG nach dem Zweiten Weltkrieg wieder begonnen und schied bereits 1952 aus der Leitung des von seiner Mutter Cläre Stinnes-Wagenknecht und seinen Geschwistern betriebenen Unternehmens nach einem Familienstreit über den Rückkauf einer ausgedehnten Liegenschaft, dem Haus Rott, aus. Seine Absicht, das notwendige Kapital für diesen Kauf in den Bau von Schiffen für seine Schifffahrtslinie zu stecken, lehnte auch sein Bruder Ernst ab, der bei Brenntag engagiert war. Fortan trieb Hugo Stinnes jr. seine Handels- und Schifffahrtsinteressen in der Hugo Stinnes Industrie und Handel GmbH und der Hugo Stinnes Transozean Schiffahrt GmbH in Mülheim an der Ruhr als Hugo-Stinnes-Persönlich-Konzern voran. Dabei nahm Hugo Stinnes jr. auch die traditionellen Geschäftsaktivitäten wieder auf und engagierte sich im Kohle-Eisen-Geschäft, einem schwunghaften Nachkriegshandel zwischen den USA und Europa, bei dem Stinnes Stahl und Stahlprodukte insbesondere aus Deutschland in die USA gegen amerikanische Importkohle lieferte. In diesem Zusammenhang entstanden rückwirkend durch die USA erhobene Zollverpflichtungen, die Stinnes 1963 in Liquiditätsschwierigkeiten brachte. Diese überwand er nur durch die ursprünglich als zeitweilige Überlassung beabsichtigte Übertragung von wertvollen industriellen Aktivitäten an die Flick-Gruppe.
1965 erwarb die heute zu E.ON gehörende VEBA das Handels-Unternehmen Hugo Stinnes oHG und gliederte es 1992 vollständig in den Konzern ein. Erneute finanzielle Schwierigkeiten nach dem Tode von Hugo Stinnes jr. bewirkten 1971 den Konkurs des Konzerns Hugo-Stinnes-Persönlich.
1994 übernahm die im Besitz der VEBA befindliche Stinnes AG die Schenker-Rhenus-Gruppe von der Deutschen Bahn. 1999 trennte sich die VEBA nach mehreren Reorganisationen von Teilen ihres Transport- und Logistikbesitzes durch einen Börsengang der Stinnes AG. Seit 2003 gehört diese lediglich dem Namen nach als Nachfolgegesellschaft des Handelsunternehmens von Hugo Stinnes geltende Stinnes AG zum Konzern der Deutschen Bahn.

## Film
- Das Stinnes-Imperium. Dokumentation, 45 Min., ein Film von Axel Fuhrmann und Michael Rutz, Erstsendung: 16. September 2005, Produktion: WDR, Industrie-Dynastien in NRW: Das Stinnes-Imperium (Memento vom 28. Juli 2006 im Internet Archive) des WDR